# Световен шампионат по онлайн покер
Световеният шампионат по онлайн покер е серия от турнири провеждана ежегодишно от 2002 насам в платформата за виртуален покер PokerStars. По формат наподобява много WSOP и други събития провеждани на живо в казина по света.

## Победители в основното събитие
- 2002:  MultiMarine – $65,450.00
- 2003:  Джоузеф 'DeOhGee' Корди – $222,750.00
- 2004:  Едгар 'Ragde' Скирволд – $424,945.26
- 2005:  Джордан 'Panella86' Берковиц – $577,342.00
- 2006:  Дж. С. 'area23JC' Тран - $670,194.00 [1]
- 2007:  Кайл 'ka$ino' Шродер – $1 228 330.50
- 2008:  Картър 'ckingusc' Кинг – $1 265 432.00
- 2009:  Евгени 'Jovial Gent' Тимошенко – $1 715 200.00
- 2010:  Тайсън 'POTTERPOKER' Маркс – $2 278 097.50
- 2011:  Томас 'Kallllle' Педерсен – $1 260 018.50
- 2012:  Марат 'maratik' Шарафутдинов – $1 000 907.26

## Носители на 2+ гривни от WCOOP

### 4 гривни
- Даниел 'djk123' Кели: 2009 Събитие 2 и 44, 2011 Събитие 37 (играе от Малта), 2012 Събитие 36 (играе от Австралия)*

### 3 гривни
- Ryan 'g0lfa' D'Angelo: 2009 Събитие 18, 2009 Събитие 29 и 2010 Събитие 55
- Андрес 'Donald' Берг: 2007 Събитие 4, 2010 Събитие 34 и 2011 Събитие 16

### 2 гривни
- spawng: 2005 Събитие 13 и 2006 Събитие 4
- Kyle 'kwob20' Bowker: 2006 Събитие 5 and 14
- Bertrand 'Elky' Grospellier: 2009 Събитие 38 и 43
- spencerman3: 2009 Събитие 30 и 2010 Събитие 20
- Shaun 'shaundeeb' Deeb: 2008 Събитие 25 и 2010 Събитие 28
- Jaime 'Xaston' Kaplan: 2010 Събитие 6 и 47
- Joel Adam '2FLY2TILT' Gordon: 2009 Събитие 4 и 2011 Събитие 8
- Bryan 'Brryann' Ruiter: 2010 Събитие 31 и 2011 Събитие 17
- Quentin 'MiPwnYa' Lae: 2011 Събитие 25 и 58
- Джордж 'GeorgeDanzer ' Данзер: 2009 Събитие 19, 2012 Събитие 10
- / (Евгени Качалов): С никнейм MyRabbiFoo от САЩ 2009: Събитие 24 и като член от Team PokerStars: Украйна E. Katchalov от Украйна 2012 Събитие 14
- mikal12345: 2012 Събитие 12 и 26
- Ti0373: 2012 Събитие 39 и 57
- Jason 'JasonMercier' Mercier: 2010 Събитие 42 и 2012 Събитие 64 (играе от Канада)*
- Darreta: 2010 Събитие 33 и 2012 Събитие 56[2]

* – причината някои играчи, играещи от САЩ, да сменят местоположението си на игра са събитията около Черния петък в САЩ, с които се сложи край на онлайн покера в голяма част от сайтовете предлагащи го в страната.

## WCOOP в цифри
Събития по години
- 2002 – 9
- 2003 – 11
- 2004 – 12
- 2005 – 15
- 2006 – 18
- 2007 – 23
- 2008 – 33
- 2009 – 45
- 2010 – 62
- 2011 – 62
- 2012 – 65
- 2013 – 66

Топ 10 на държавите спечелили гривни
-
- 1. САЩ 111
- 2. Канада 39
- 3. Великобритания 26
- 4. Русия 22
- 5. Швеция 18
- 6. Мексико 15
- 7. Норвегия 15
- 8. Холандия 13
- 9. Германия 10
- 10. Австралия 10